# Roy Chiao
Roy Chiao  (en chino tradicional, 喬宏; en chino simplificado, 乔宏; pinyin, Qiáo hóng; 16 de marzo de 1927 - 14 de abril de 1999) fue un actor famoso por interpretar al villano menor Lao Che 1984 en la película Indiana Jones and the Temple of Doom. Otras apariciones en el cine de habla inglesa de sus papeles incluidos en 1988 con Jean-Claude Van Damme la película Contacto sangriento, en 1973 con Bruce Lee en la versión Operación Dragón.

## Filmografía
| - Heng chong zhi zhuang (1950) - Alishan feng yun (1956) - Xian mu dan (1959) - Qing chun er nu (1959) - Niu Mai (Buffalo) - San xing ban yue (1959) - Chang Ping-chung - Kong zhong xiao jie (1959) - Lei Daying - Ferry to Hong Kong (1959) - Johnny Sing-Up - Tian chang di jiu (1959) - Lan gui feng yun (1959) - Liu yue xin niang (1960) - Mai Qin - Chang tui jie jie (1960) - Xiao Jin / Jin Junior - Nu mi shu yan shi (1960) - Mu yu nu (1960) - Yuan Zhitang - Xin xin xiang yin (1960) - Kuai le tian shi (1960) - Jin Wenou - Tie bi jin gang (1960) - Hong nan lu nu (1960) - Yu lou san feng (1960) - Zheng Dajiang - Sha ji chong chong (1960) - Luo Shouli - Zei mei ren (1961) - You xi ren jian (1961) - Tao li zheng chun (1962) - Xu Zhaofeng - Huo zhong lian (1962) - Tian Shaoqing - Ye hua lian (1962) - Hao shi cheng shuang (1962) - Wang Shu - Jiao wo ru he bu xiang ta (1963) - Jin Shiming - Die hai si zhuang shi (1963) - Xi Taihou yu Zhen Fei (1964) - Ti xiao yin yuan shang ji (1964) - Liu - The Warlord General - Ti xiao yin yuan xia ji (1964) - Liu - The Warlord General - Shen gong yuan (1964) - Hong Chengchou - Luan shi er nu (1966) - Ma Jen-shan - Bai tian e (1967) - Five Golden Dragons (1967) - Inspector Chiao - Wo de ai ren jiu shi ni (1967) - Ling Chi Chiu - Jue dou e hu ling (1968) - Diao Jinghu - Yan ling dao (1968) - 2nd Chief Yueh - The Arch (1968) - Capitán Yang - You long xi feng (1968) - Hu shan hang (1969) - Ching Wu Chih - Jia bu jia (1970) - (estrella invitada) - Xue lu xue lu (1970) - conductor - A Touch of Zen (1971) - Hui Yuan - Cheating Panorama (1972) - Hei lung (1973) - Enter the Dragon (1973) - Abad de Shaolin (no acreditado) - The Fate of Lee Khan (1973) - Tsao Yu-kun - Pian shu qi zhong qi (1973) - Fur coat grifter - Hen ye qing deng (1974) - Golden Needles (1974) - Lin Toa - Games Gamblers Play (1974) - Ticketed Man at Bar (Guest star) - Yinyang jie (1974) - Yun cai tong zi xiao zu zong (1974) | - Zhong lie tu (1975) - Yu Da-you - Lao fu zi (1975) - The Last Message (1975) - Cheng Ming - Tian cai yu bai chi (1975) - Mr. Chiang Wo - Lan qiao yue leng (1975) - Da jia le (1975) - Zhong yuan biao ju (1976) - (estrella invitada) - Yi qi guang gun zou tian ya (1977) - Foxbat (1977) - Doctor Vod - Da sha xing yu xiao mei tou (1978) - Drunken Sheng - Game of Death (1978) - Henry Lo - Wen ni pa wei (1978) - Enter the Fat Dragon (1978) - Chiu - Shen tou miao tan shou duo duo (1979) - Biggie - Meng zai Sha mei miao zhen tan (1979) - Huang shi shi (1979) - (estrella invitada) - Bo za (1980) - White norman - Yi er san (1980) - Shi ba (1980) - Chu Tung Shen - Game of Death 2 (1981) - Abad - Da li xiao shui shou (1981) - Chuang ban shen tan dian zi gui (1981) - Once Upon a Mirage (1982) - Policía Ma - Chiu pei nui hok sang (1982) - Meng (1983) - Feng shui er shi nian (1983) - (Cameo) - Indiana Jones and the Temple of Doom (1984) - Lao Che - Ge wu sheng ping (1985) - The Protector (1985) - Harold Ko - Heart of Dragon (1985) - dueño del restaurante - Aces Go Places IV (1986) - El profesor - Wu long da jia ting (1986) - Righting Wrongs (1986) - juez magistrado - Shen tan zhu gu li (1986) - inspector en jefe Chiao - Zhao hua xi shi (1987) - Dragons Forever (1988) - Juez Lo Chung-Wai - Bloodsport (1988) - Senzo Tanaka - Fa da xian sheng (1989) - Lady Reporter (1989) - Long zhi zheng ba (1989) - padre de Hwa - Shadow of China (1989) - Lee Hok Chow - Do wong (1990) - Bamboo in Winter (1991) - Padre - A Kid from Tibet (1992) - Abogado Robinson - Cageman (1992) - Koo Yiu-Choo - Treasure Hunt (1994) - Tío Bill - Mr. X (1995) - Roy - Summer Snow (1995) - Lin Sun - Dai lo bai sau (1995) - Tío abuelo - Ma ma fan fan (1995) - Muerte - Tou tou ai ni (1996) - Abuelo de Tung-Tung - All's Well, Ends Well 1997 (1997) - Mr. Lo - Tin sai ji shing (1999) - Tío Wang (su último papel cinematográfico) |